# Bădeni, Iași
Bădeni este un sat în comuna Scobinți din județul Iași, Moldova, România.

## Istoric și toponimie
Legătura dintre satul Scobinți și șoseaua națională Iași-Botoșani o formează „Podul lui Contăș”, construit de dregător, pe la 1679, probabil pentru a înlesni trecerea carelor cu butoaie de vin de Cotnari. Din șoseaua care duce la cel mai apropiat oraș, Hîrlău, după ce treci Podul lui Contăș, se desprinde, pe dreapta, un drum care urmează Valea Bahluiului, folosit intens în trecut, dar și în zilele noastre de locuitorii satului Bădeni și de negustorii (comercianții, întreprinzătorii), care tranzitau cu mărfurile lor numeroase și variate. 
Satul Bădeni aparține comunei Scobinți, fiind așezat pe ambele maluri ale Bahluiului. Este un sat vechi, fiind atestat încă din secolul al XV lea (1436), al cărui nume provine de la un întemeietor, „Bade”. După mărturia lui Mihai Costăchescu, denumirea așezării s-ar trage de un oarecare Badea: „numele satului Bădeni ar veni de la o legendă, care spune că pe șesul Bahluiului era o luncă, iar locuitorii  din satul Zagavia își trimiteau oile la păscut în această luncă. Fratele mai mic al ciobanului era trimis cu mâncare la Badea, de unde a rămas și numele de Bădeni”.
Urme ale viețuirii oamenilor pe aceste meleaguri sunt mai vechi. Astfel, la nord-est de sat, pe Movila Grădiștei și Dealul Vișinului s-au descoperit silexuri din paleoliticul superior, ceramică neolitică, din începutul migrațiilor (secolul IV) și feudalismul dezvoltat (sec. XVII-XVIII). Chiar și denumirea „Grădiște” ilustrează existența unei așezări (cetăți) întărite, unde locuitorii se puteau retrage în vremuri de restriște. De asemenea, la 6 km de Bădeni, la Râpa Strâmbului a fost identificată o întinsă așezare Cucuteni.
Teritoriul satului Bădeni aparținea logofătului Dumitrache Cantacuzino-Pașcanu, care este și ctitorul bisericii din Bădeni, cu hramul „Buna Vestire” (construită în perioada 1845-1849). Biserica are formă de corabie, este zidită din piatră (zidul are grosimea de 80 cm), iar de-a lungul timpului a avut printre duhovnici pe preoții: Pralea Ilie, care a fost duhovnicul locuitorilor din Bădeni timp de 30 de ani, Ciofu Petru, Coșmincu Adrian, Cozma Marius (în prezent, slujește la această frumoasă și îngrijită biserică preotul Cozma Doru Mihai). 
Înainte de 1863, în Bădeni se menționează existența a două mori, prima școală luând ființă abia pe la 1870, odată cu  venirea la conducerea „educațiunii” a ministrului Spiru Haret.				                                                  
Școala din Bădeni a fost înființată în anul 1867, ca școală primară, când este numit ca învățător Mihai Busuioc, alias „Domnu Trandafir”, celebrul dascăl al marelui povestitor Mihail Sadoveanu. Același dascăl îl va învăța, la Pașcani, și pe Ion Onu, care va înființa în satul natal Școala Pregătitoare Mixtă, transformată în 1920 in Școală Normală. Profesorul ION ONU (1868-1937), a înființat și condus Școala Pregătitoare din Bădeni în plin război mondial, între anii 1917 -1918 și apoi Școala Normală, până în anul școlar 1929 - 1930, când „școala de învățători” s-a mutat în localul bine cunoscut ieșenilor (În perioada Primului Război Mondial, mai exact, în 1916 – 1917, cursurile au fost anulate la Școala Normală „Vasile Lupu” din dealul Copoului, Iasi). 
La îndemnul ministrului educației de atunci, Simion Mehedinți, în anul 1920 Școala Pregătitoare Mixtă se transformă în Școala Normală Mixtă (prima școală normală din țară). De aici, au plecat 300 de învățători, spre toate colțurile țării, printre care putem aminti pe Leancă V. Gheorghe și Gherasim Vasile, care apar într-o fotografie datată 10 mai 1929, alături de alte nume ca: Lupu, Guceanu, Burlacu, Munteanu, Georgescu, Ursu și Chiriac, dintre fruntașii clasei a VI-a a școlii normale Bădeni – Iași, care au luminat cu dragostea și pregătirea lor mințile miilor de copii sărmani.
În sat au rămas, pentru a continua munca de Sisif al mentorului lor, învățători ca: Stescu Maria, Stescu Dumitru, Aniculăesei C., Grosu C., ș.a., care au educat nu numai pe copii, ci și pe părinții acestora.
Sătenii din Bădeni au luptat împotriva exploatării nemiloase a arendașilor și a boierilor. Astfel, ziarul Drapelul relata, pe 16 martie 1889, că la Bădeni „s-au întâmplat oarecare neregularități cu ocazia unei cercetări făcute de…subprefect…D-sa a fost amenințat de un țăran care i s-a adresat zicîndu-i: Ori dizolvarea consiliului(comisiei funciare -n.a.), ori tot de o moarte o să mor. Se mai zice că un început de răscoală era organizat, dar a fost potolit…Cazul astăzi se află înaintea judecătorului de instrucție”.
În toamna anului 1904, ziarul Evenimentul relata că importante mase de țărani din plasa Tîrgu Frumos, printre care țărani din comunele Cotnari, Hodora și Bădeni, se agitau nemulțumite de felul în care se făcea vânzarea în loturi” a moșiei Băiceni. Același cotidian relata, pe larg, evenimentele din 1907, când țăranii au atacat administrațiile moșiilor și primăriilor locale, unde erau păstrate registrele de învoială agricolă.  La 24 februarie 1907, aproximativ 300 locuitori din Bădeni s-au îndreptat spre curtea arendașului Fischer, cerând să li se „arendeze pământurile cu  25 de lei falcea”. Venirea inspectorului comunal la Bădeni nu a liniștit spiritele, ci, dimpotrivă, sătenii au declarat, potrivit ziarului Epoca, din 27 februarie 1907, că dacă „nu vor fi satisfăcuți, își vor face singuri dreptate”.			                                                              
Tensiunile au continuat, autoritățile trimițând în zonă importante contingente militare( Regimentele 3 Roșiori, 7 Călărași, 13 Iași, ș.a.) care au înfrânt rezistența dârză a răsculaților. 			
Pentru a marca eroismul sătenilor, în fața școlii din Bădeni a fost ridicat un monument pentru a aminti urmașilor numele celor care s-au jertfit pentru respectarea înțelegerilor și a drepturilor oricărei persoane, indiferent de starea socială.Problemele funciare au continuat și după răscoală, ziarul Adevărul semnalând, la doi ani după marea răscoală, că „…în comunele Bădeni și Ceplenița țăranii s-au răsculat și formulează aceleași pretenții ca acum doi ani”. De asemenea, până la izbucnirea primului război mondial și chiar în timpul desfășurării acestuia, nemulțumirile țăranilor de pe întreaga vale a Bahluiului s-au ținut lanț, constatându-se instigații împotriva muncii pe moșii și refuzul de a ieși la lucru. Populația a crescut constant de la 970 locuitori , în anul 1912 (1171 în 1930, 1466 în 1977) la aproximativ 1530 locuitori  în anul 2009.

## Monument istoric
- Biserica „Buna Vestire” (1849), monument istoric de arhitectură; IS-II-m-B-04100

## Personalități
- Mihai Busuioc (1847-1912), tânăr absolvent al Școlii Normale Vasile Lupu din  Iași, și-a început cariera didactică la Bădeni, în anul 1867, iar în 1869 a devenit învățător la Școala primară din Vatra-Pașcani, unde l-a avut elev pe marele scriitor Mihail Sadoveanu, cel care-l va evoca, ca un adevărat apostol al neamului, în schița Domnu Trandafir (1905).
- Ion I. Onu (1868-1937), fiu al satului, a absolvit Școala Normală de Institutori din București (1890), a făcut studii de pedagogie la Geneva (a fost diplomat al Scoalei de Stiintele Educatiei, Institutul Jean Jacques Russeau din Geneva), iar în 1918 a devenit directorul Școlii pregătitoare mixte Bădeni, înființată sub patronajul ministrului Simion Mehedinți. În 1920, s-a înființat, cu elevii școlilor pregătitoare mixte din Bădeni, Hîrlău, Cotnari și Belcești, Școala Normală Mixtă Principele Mircea din Bădeni, care a funcționat până în anul școlar 1929 - 1930, dând aproape 300 de învățători. Prof. Ion I. Onu a mai activat ca revizor școlar, autor de cărți didactice si a înființat Revista pedagogică literară. Opera profesorului Ion I. Onu : Geografia României (1893); Teatru pentru popor (1901); Studii pedagogice (1910); Cercetasii (1915), Abecedar (1934), geografiile județelor Ilfov, Neamț, Constanța, Iași, Fălciu s.a.
- Ion Brăduț Covaliu (1924-1991) s-a remarcat ca un pictor al peisajelor citadine și rurale. A realizat și portrete sau compoziții.
- Marioara Pruteanu-Corduban (1946-1993), pictor și grafician

## Galerie

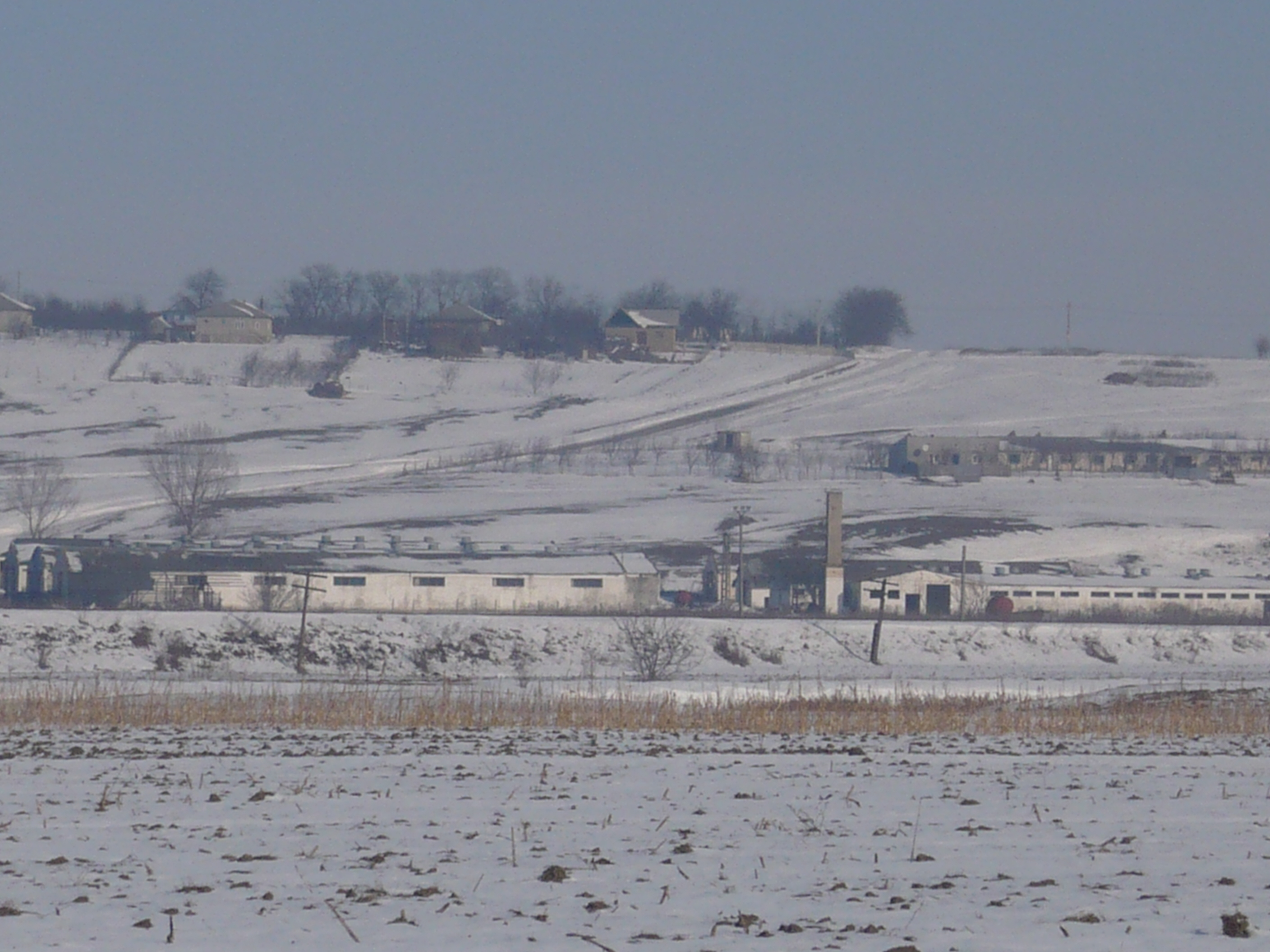
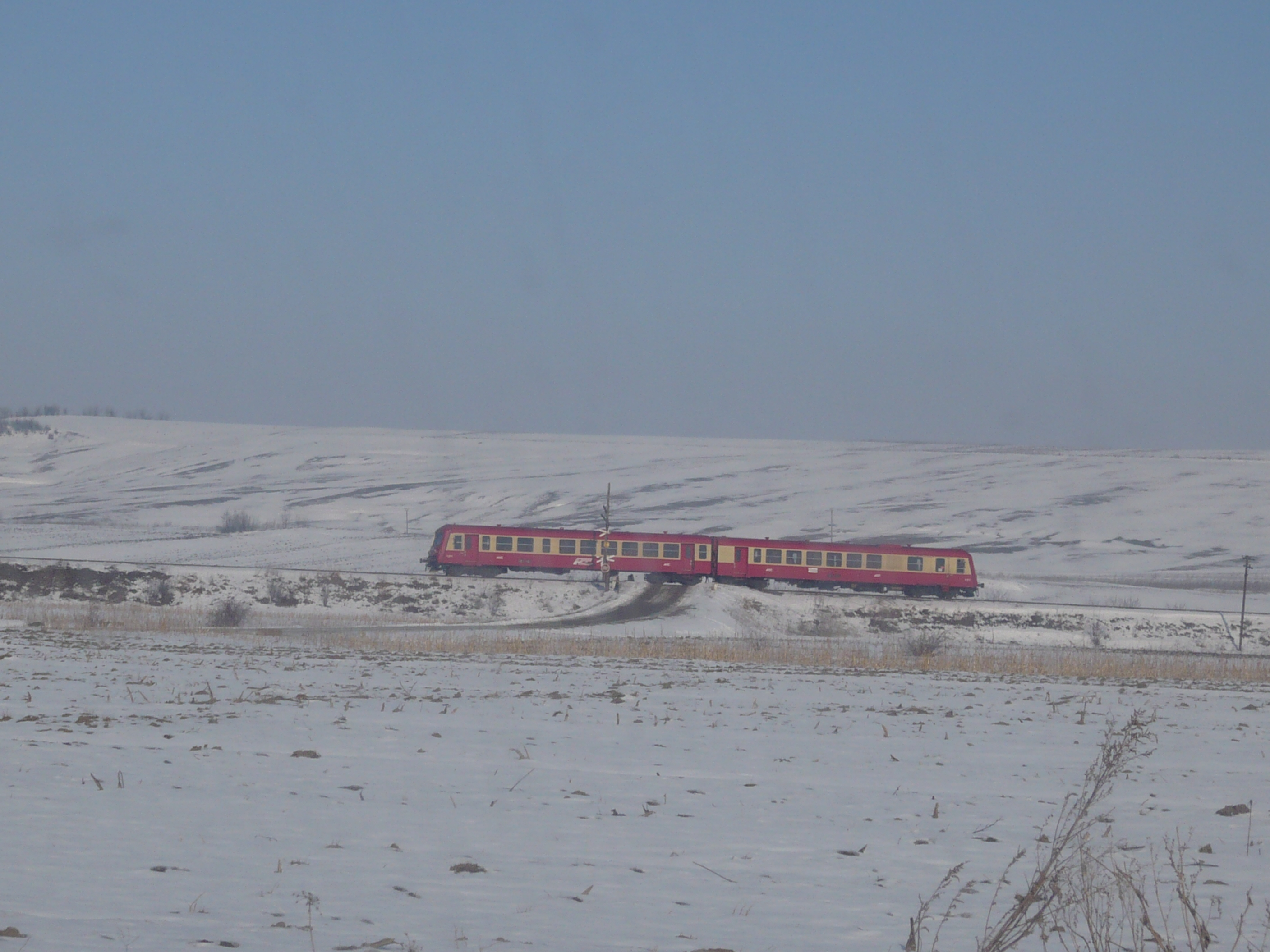
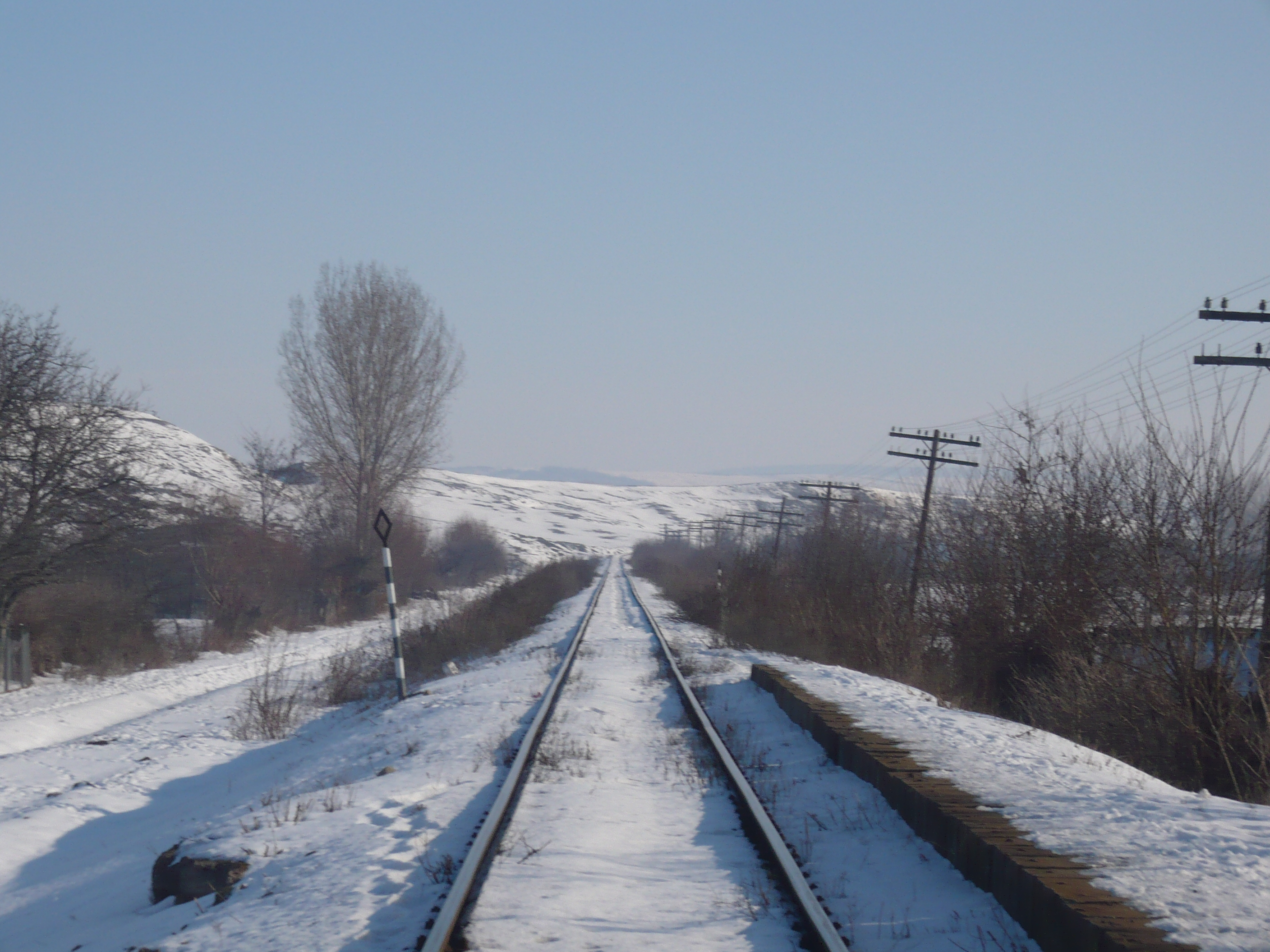
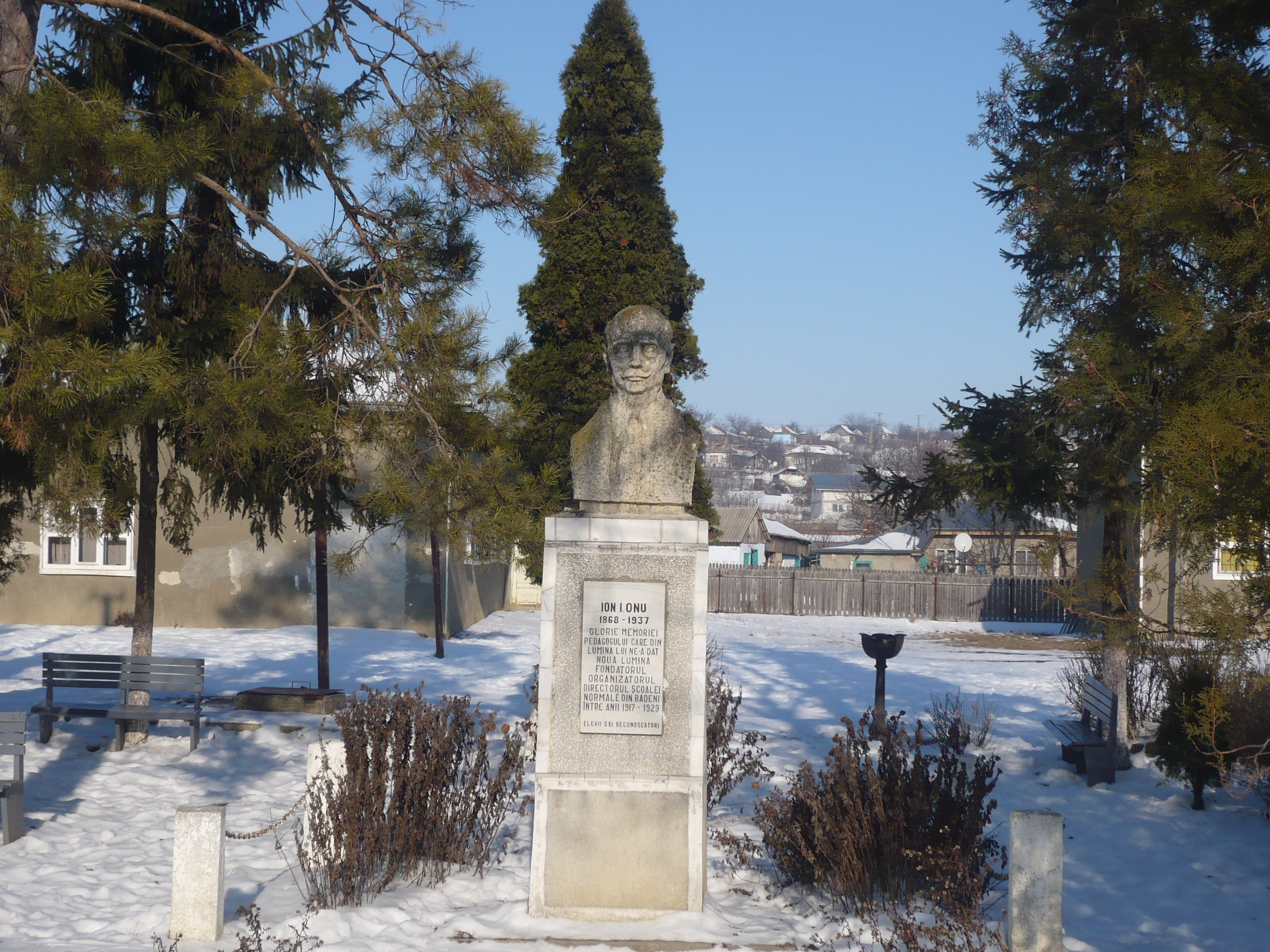
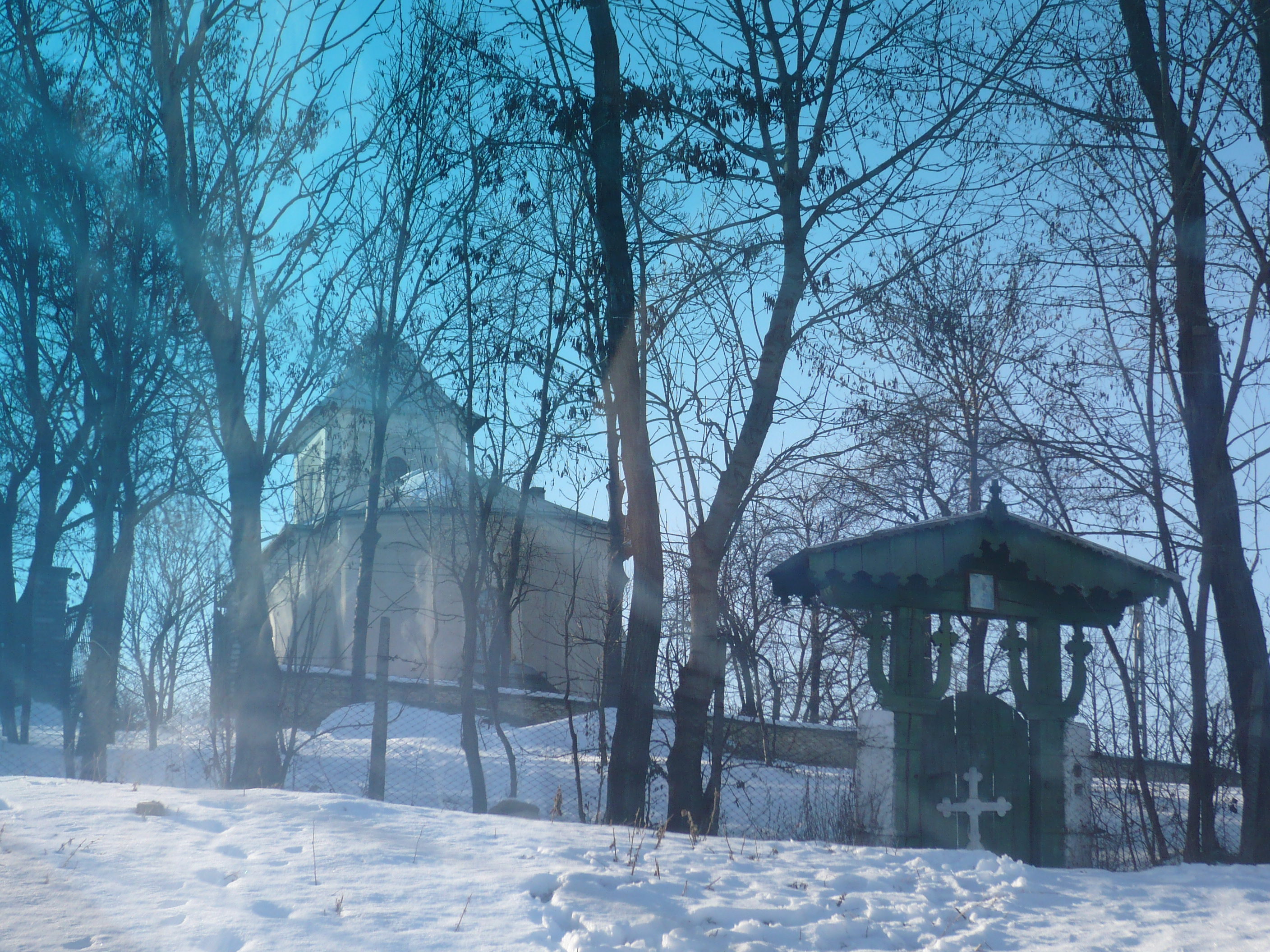

## Legături externe
Materiale media legate de Bădeni la Wikimedia Commons